# Toma de notas

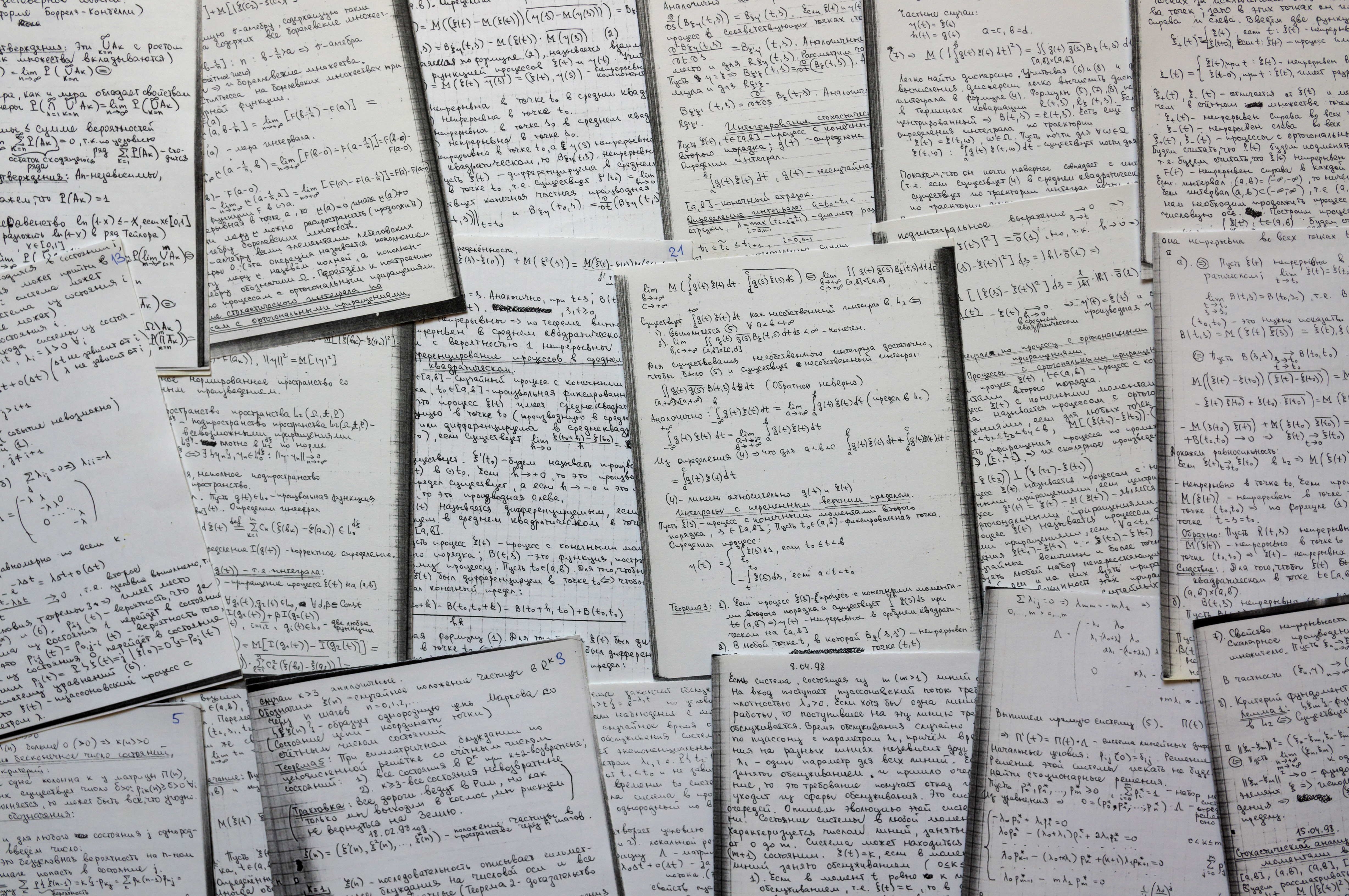

La toma de notas es una técnica de estudio que consiste en resumir una información para trabajos escritos o exposiciones. De esta manera se recolectan con rapidez y en forma coherente sólo aspectos relevantes sobre la exposición de un tema del punto.
El primer paso es escuchar atentamente y tratar de resumir la información lo mejor que se pueda, sin copiar apuntes sin sentido. Se debe tratar de recolectar aspectos importantes en poco tiempo, omitiendo los verbos que no aportan información y redactando en una oración o párrafo la o las ideas captadas, destacando los puntos más importantes.
Para agilizar la escritura se pueden utilizar signos convencionales como: P (por, para); q (qué, quién); y abreviaturas como Lit, fis, Hits, Mat, t, x, c/u.
Es necesario redactar el esquema con palabras propias y dejar las citas textuales para copiar las definiciones. Se deben copiar los esquemas o bosquejos que utilice el expositor en el orden que corresponda, así como ejemplos, cuadros sinópticos, esquemas y todo aquel dibujo o diagrama que el expositor utilice en su conferencia.
Lo importante es captar el mensaje o contenido de la exposición y no su apariencia. Se debe resaltar aquellos aspectos en los que el orador hace énfasis con adjetivos como: importante, fíjense bien, tengan presente, etc.
Una vez acabada la conferencia o clase es necesario revisar la información y corregir los errores que pudiesen haberse cometido. Se puede subrayar aquellos párrafos que se considere de interés o de importancia